# 保罗·维斯纳
保罗·维斯纳（德語：Paul Wiesner，1855年10月9日—1930年10月1日），德国前男子帆船运动员。他曾代表德国参加1900年夏季奥林匹克运动会帆船比赛，获得一枚金牌和一枚银牌。